# Depressaria ultimella
Depressaria ultimella — вид лускокрилих комах родини плоских молей (Depressariidae).

## Поширення
Вид поширений на значній частині Європи. Присутній у фауні Україні.

## Опис
Розмах крил 17-21 мм. Передні крила світлі червонуваті, більш-менш посипані вохристо-білуватими лусками з численними темними нечіткими рисками. Задні крила нечітко-білуваті.
Молоді личинки прозорі, забарвлені в жовтуватий колір з чорною головкою. Старші личинки — прозорі блискучі світло-коричневі з темною головою.

## Спосіб життя
Імаго літають з серпня до наступної весни. Личинки живляться на омезі (Oenanthe), весі (Sium), потічнику (Berula) і селери (Apium nodiflorum).. Спочатку вони харчуються всередині пагонів рослини-господаря. Пізніше переходять до головного стебла.